# Александра Филиповић
Александра Филиповић (Сурдулица, 17. новембар 1983) српска је књижевница и сатиричарка.

## Биографија
Ауторка је романа "Серафина Крин и последњи грифон" (Лагуна, 2023), "Серафина Крин и Срце света" (Лагуна, 2022), "О крилима и чудима" (Лагуна, 2019).
Писац је прича за емисију Радио Београда 1, "Добро јутро, децо".
Вишеструко је награђивана за свој књижевни рад, како у земљи, тако и у иностранству.
Дипломирала је на Економском факултету у Београду, на смеру Економска анализа и политика. Као писац појављује се у периодичним издањима и часописима НИН, Данас, Вечерње новости, Политика, Дечје новине, Kњижевне новине, Наш траг, Етна, Сизиф, ОНА, Црна овца, Шипак, Сатиричне вертикале и др.
Радови су јој преведени на руски, украјински, македноски, румунски и мађарски језик. Роман "Серафина Крин и Срце света" преведен је на украјински језик, као прва дечја књига из Србије која је објављена у Украјини. Превод је подржало Министарство културе Републике Србије као превод репрезентативног дела српске књижевности на стране језике.
Чланица је Удружења књижевника Србије.

## Награде и признања
- Награда дечје критике "Доситејево перо" (треће место) за роман "Серафина Крин и последњи грифон", 2024.
- Прва награда Радио Београда и емисије “Добро јутро децо” за најбољу причу за децу, Београд, 2018, за причу која је део романа "О крилима и чудима".
- Прва награда за афоризам године “Вечерњих новости”, Београд, 2018.
- Прва награда за афоризме на Фестивалу хумора и сатире „Чивијада“, Шабац, 2021.
- Прва награда за најбољи афоризам на Фестивалу хумора и сатире СЛЕМ, Лесковац, 2018.
- Друга награда за афоризме на међународном такмичењу “Златни змај”, Љубљана, Словенија, 2018.
- Трећа награда за сатирчну причу на Фестивалу хумора и сатире „Чивијада“, Шабац, 2019.
- Друга награда за афоризме на Фестивалу хумора и сатире „Чивијада“, Шабац 2020.

### Зборници
- „Аномалија”, књига изабраних прича фантастике, Друштво љубитеља фантастике „Лазар Kомарчић“, Београд, 2012.
- „Мултиверзум”, зборник прича фантастике, Нова поетика, Београд, 2017.
- „Паралелни светови”, књига изабраних прича фантастике, Метапхyсица, Београд, 2017.
- „Музика прича”, зборник радова за децу, Удружење „Мокрањац“, Пресинг издаваштво, Београд, 2018.